# Ваут Вегхорст
Ваут Франсоа Мария Вегхорст (на нидерландски: Wout François Maria Weghorst, роден на 7 август 1992 г. в Борне, Нидерландия) е нидерландски футболист полузащитник, състезател на Аякс и Националния отбор на Нидерландия. 